# TKh12
TKh12 – polskie oznaczenie na PKP parowozu tendrzaka austriackiej serii kkStB 97, produkowanego w latach 1891–1911, o układzie osi C. Po 1918 roku 12 z nich znalazło się na PKP.

## Historia
Parowóz serii 97 Cesarsko-Królewskich Kolei Państwowych stanowił udaną konstrukcję małego tendrzaka do obsługi linii lokalnych. Produkowały je wszystkie główne austriackie fabryki: Wiener Neustädter Lokomofivfabrik, później także Krauss w Linzu, StEG, Lokomofivfabrik Floridsdorf i Prvni českomoravska tovarna (BMMF). Koleje kkStB otrzymały ich 228 sztuk, wyprodukowanych w latach 1878–1911, z czego część została przejęta z różnych kolei lokalnych. Nosiły one na kkStB od 1905 roku numery: 97.01 – 97.25 i 97.51 – 97.255, z wyłączeniem jednak numerów 100 i 200.
Ponadto, pewna liczba lokomotyw była użytkowana tylko przez koleje lokalne, m.in. Litovel – Senice (o nazwach „Litovel” i „Cholina”, zbudowane w 1913 przez BMFF) oraz Nowojiczyńską Kolej Lokalną (Neutitscheiner Lokalbahn, o nazwach „Zauchtel”, „Neutitschein” i „Kunewald”).
Lokomotywy serii 97 z uwagi na swoją liczbę, udaną konstrukcję i bardzo dobre parametry eksploatacyjne, stały się typową serią na kolejach lokalnych austriackiej części Austro-Węgier. Ich przebiegi dobowe sięgały codziennie 200–280 km. Pracowały również na liniach Galicji, w tym na Kolei Transwersalnej. Obsługiwały również wydzielone linie lokalne, jak
Borki Wielkie – Grzymałów, Kraków – Kocmyrzów, Chabówka – Zakopane, Tarnów – Szczucin, Muszyna – Krynica.

## Służba po I wojnie światowej
Po I wojnie światowej większość lokomotyw tej serii kolei kkStB trafiła do nowo powstałych państw po podziale Austro-Węgier. Największa ich liczba – 133 trafiły do Czechosłowacji, gdzie weszły na inwentarz kolei ČSD jako seria 310.0 (numery 310.001 do 310.0133). Dalsze 5 lokomotyw o numerach 310.0134 do 0138 zostało później przejętych z nacjonalizowanych kolei Litovel – Senice oraz Nowojiczyńskiej. Część lokomotyw została jeszcze przed lub po II wojnie światowej sprzedana do przemysłu. Po wojnie na ČSD były używane głównie jako manewrowe, ostatnia do 1968 roku. Aż 10 lokomotyw zostało zachowanych w Czechach, z tego trzy sprawne, a nadto trzy dalsze na Słowacji (według innych danych 9 w Czechach).
W Polsce znalazło się po I wojnie światowej 14 parowozów tej serii, z czego 12 wcielono do służby na PKP pod oznaczeniem serii TKh12.
Po II wojnie światowej na PKP nie było już lokomotyw tej serii, lecz przynajmniej jedna lokomotywa była używana w Polsce po wojnie jako przemysłowa. Parowóz TKh12-6322 został wyprodukowany w 1910 roku przez Krauss & Co. w Linzu. Był eksploatowany na kolejach kkStB na linii Borki Wielkie – Grzymałów z numerem 97.254. W 1918 roku trafił na PKP. Pracował do roku 1930, kiedy został sprzedany do przemysłu. Po 1945 roku pracował w Hucie im. K. Świerczewskiego w Zawadzkiem. TKh12-6322 jest jedynym parowozem tej serii zachowanym w Polsce (w skansenie w Tarnowskich Górach) i jednym z 4 parowozów konstrukcji austriackiej w Polsce.
Podczas wojny polsko-bolszewickiej, w latach 1918–1920 dwie lokomotywy (m.in. nr 97.254) zostały opancerzone i używane jako lokomotywy pancerne w składzie polskich pociągów pancernych. Później zdjęto z nich pancerz i powróciły do służby cywilnej.

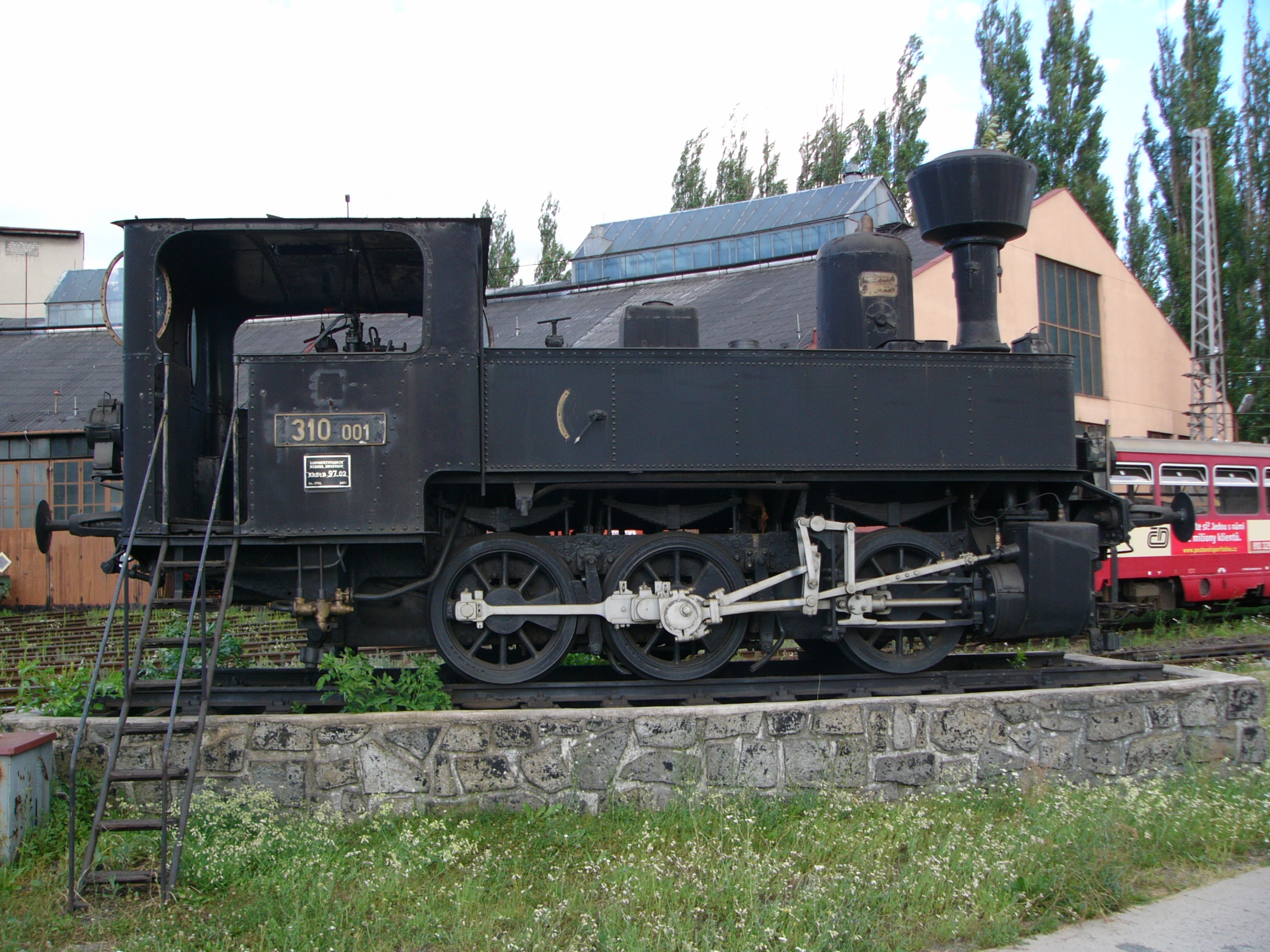
Czeska lokomotywa 310.001

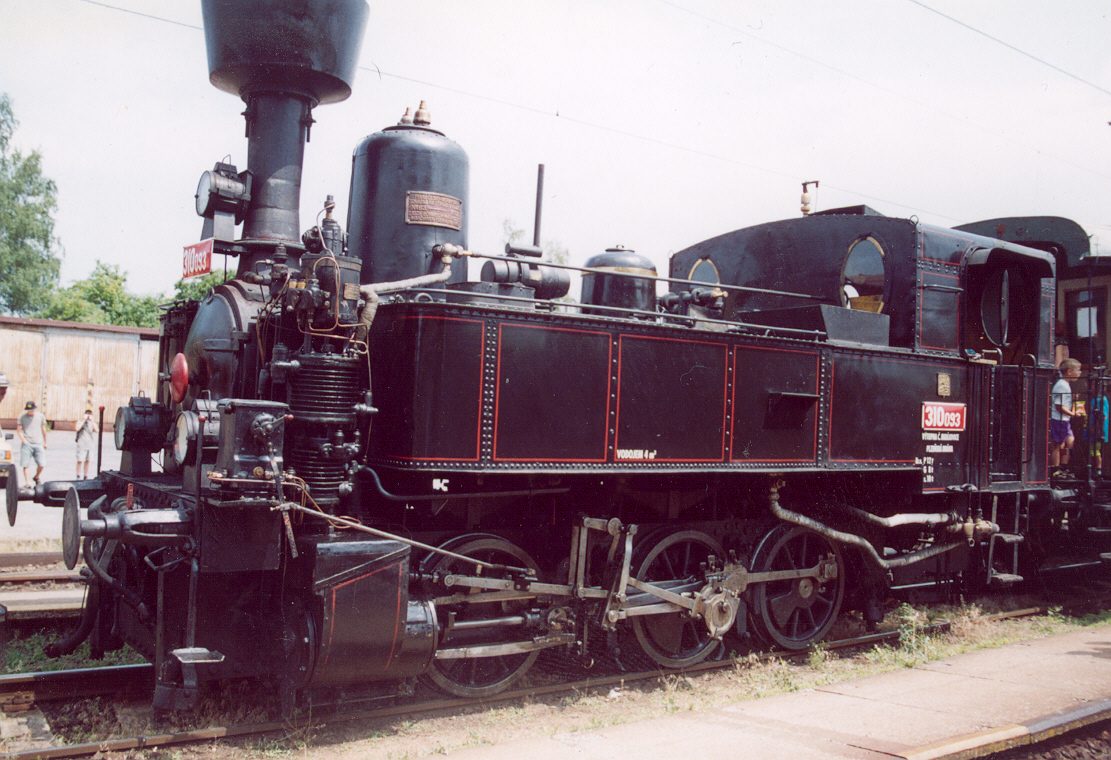
Czeska lokomotywa 310.093

## Opis
Tendrzak towarowy i manewrowy o układzie osi C, z silnikiem bliźniaczym na parę nasyconą. Z powodu długiego okresu produkcji, lokomotywy poszczególnych serii różniły się detalami, budką maszynisty i długością całkowitą, także kocioł miał drobne różnice między poszczególnymi seriami produkcyjnymi. Oś kotła była we wczesnych lokomotywach na wysokości 1590 mm, a od 1897 roku (numer 97.99) kocioł został podniesiony (oś na wysokości 1750 mm) w celu powiększenia popielnika i wydłużenia czasu między jego czyszczeniem. Kocioł miał 99 płomieniówek. Powierzchnia ogrzewalna kotła (w Polsce liczona od strony spalin) wynosiła według polskich źródeł 53,5 m², a liczona od strony wody – 59,07 m², w tym 54,72 m² powierzchni rur ogniowych. Od 1897 roku także powiększono zbieralnik pary na kotle. Po bokach kotła były charakterystyczne, długie skrzynie wodne o pojemności 4 m³ (sięgające na całą długość kotła wraz z dymnicą), w lewej skrzyni, przy budce był także zasobnik na 1,5 t węgla. Lokomotywy miały standardowo komin z baniastym odiskiernikiem.
Osie nie miały przesuwu bocznego. Rozstaw osi skrajnych wynosił 2700 mm, z czego rozstaw między pierwszą a drugą osią wiązaną 1550 mm, a między drugą a trzecią 1150 mm.
Parowóz miał silnik bliźniaczy o średnicy cylindrów 345 mm i skoku tłoka 480 mm, z rozrządem Allana-Tricka.